# Ersilio Tonini
Ersilio Tonini (San Giorgio Piacentino, 20 de julio de 1914 - Rávena, 28 de julio de 2013) fue un cardenal italiano de la Iglesia católica. Se desempeñó como arzobispo de Rávena-Cervia entre 1975 a 1990, y fue nombrado cardenal por el papa Juan Pablo II en 1994. Cuando el cardenal Paul Augustin Mayer murió el 30 de abril de 2010, el cardenal Tonini se convirtió en el cardenal más anciano.
Falleció el 28 de julio de 2013, ocho días después de cumplir 99 años.

## Distinciones honoríficas
- Caballero Gran Cruz de la Orden al Mérito de la República Italiana (19/11/2003).[3]
- Doctor honoris causa en Economía y Administración Internacional por la Universidad de Estudios Internacionales de Roma (12/12/2012).[4]